# Bezalel Smotrich

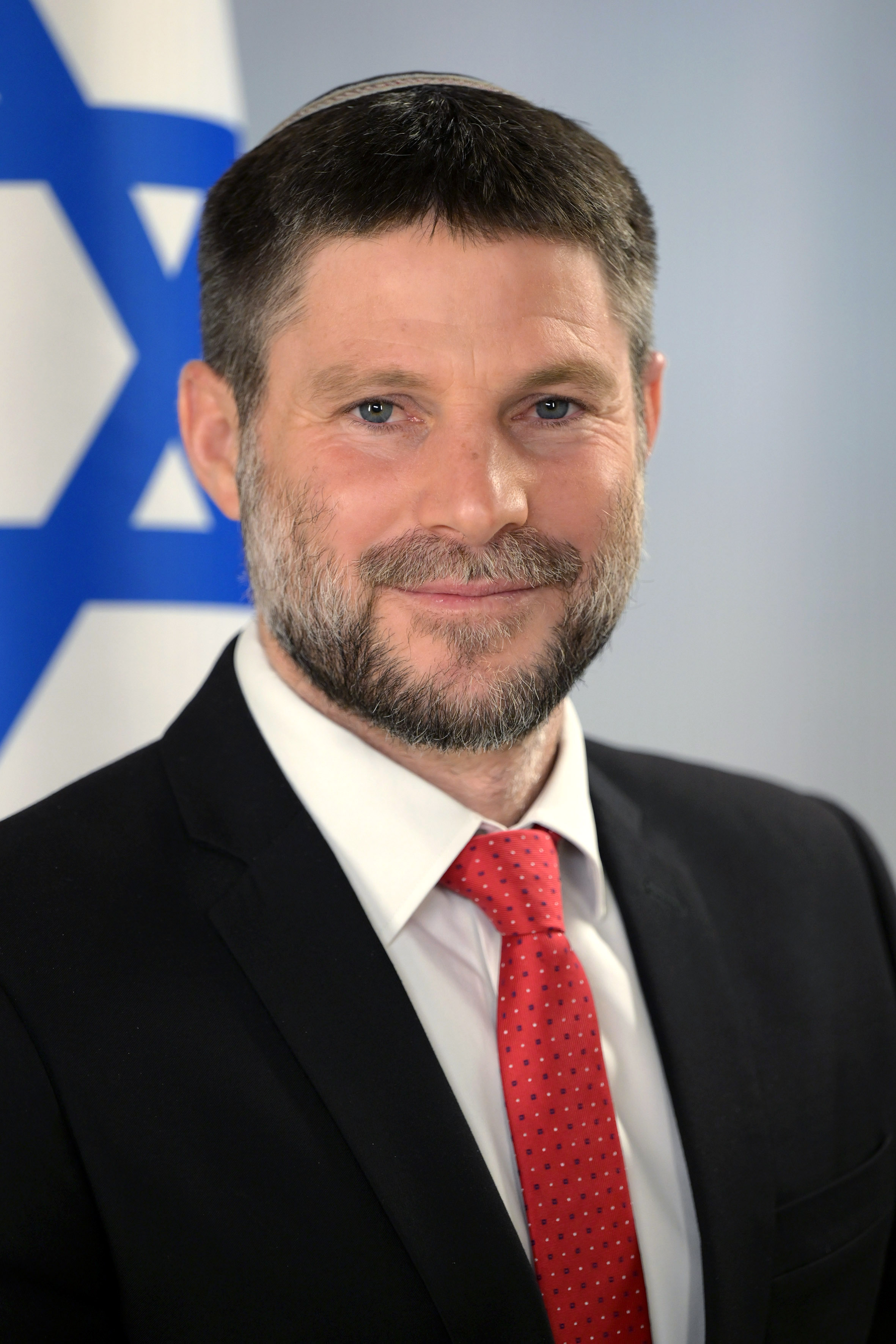
Bezalel Smotrich, 2023

Bezalel Joel Smotrich (hebräisch בצלאל סמוטריץ', [ˈsmɔtritʃ]; * 27. Februar 1980 in Chispin, Golanhöhen) ist ein rechtsextremer,  fundamental-religiöser israelischer Politiker und Jurist. Seit 2023 ist er Vorsitzender der rechts-religiösen Partei Mafdal – HaTzionut HaDatit („Nationalreligiöse Partei – Religiöser Zionismus“), bis 2023 bekannt als Tkuma („Wiedergeburt“).
Von Juni 2019 bis Mai 2020 war er Verkehrsminister im Kabinett Netanjahu IV. Seit 29. Dezember 2022 ist er im Kabinett Netanjahu VI Finanzminister und außerdem zuständig für den Siedlungsausbau im Westjordanland. Smotrich verneint die Existenz des palästinensischen Volkes und verfolgt aktiv das Ziel der Errichtung eines „biblischen Großisrael“.

## Leben
Smotrich wurde 1980 in dem religiösen jüdischen Moschaw Chispin auf den von Israel 1981 annektierten Golanhöhen als Sohn eines Rabbiners geboren, wuchs in der religiösen israelischen Siedlung Bet El (deutsch: „Haus Gottes“) im Westjordanland auf und besuchte die prominente national-religiöse Jeschiwa Merkas HaRaw Kook in Jerusalem; er studierte an der national-religiösen Jeschiwa Jaschlaz und an der Jeschiwa Kedumim. Außerdem absolvierte er ein Studium der Rechtswissenschaften und wurde als Rechtsanwalt zugelassen. Er ist der Enkel eines Holocaust-Überlebenden.

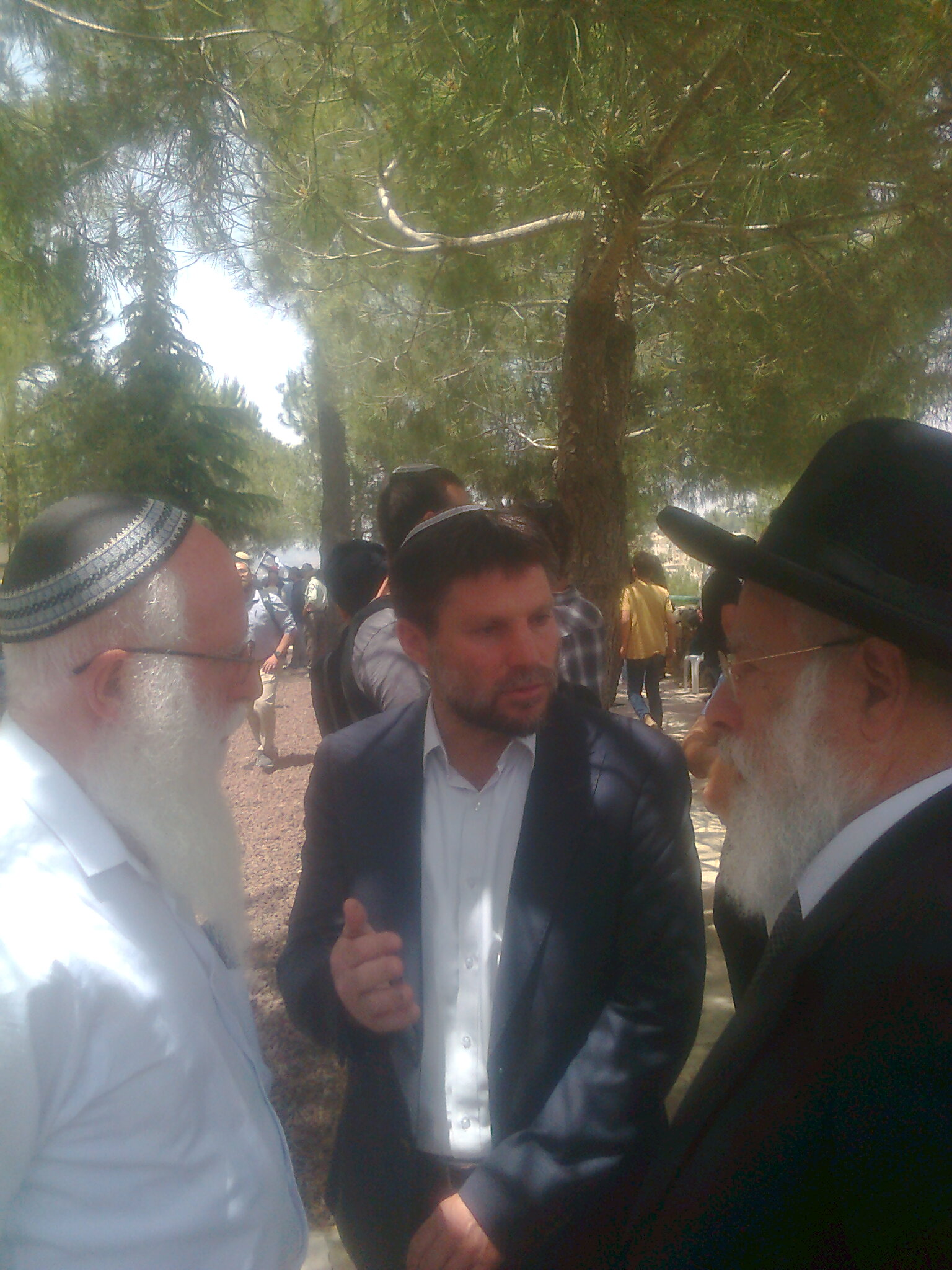
Smotrich mit seinem Vater und einem weiteren Rabbiner (2022)

Smotrich ist orthodoxer Jude, verheiratet und hat sieben Kinder. Er ist ein Siedler im israelisch besetzten Westjordanland und lebt in der völkerrechtswidrigen Siedlung Kedumim. Auch sein Wohnsitz wurde illegal außerhalb der Siedlungsgrenzen errichtet.
Smotrich wurde 2015 als Mitglied der religiös-zionistischen Partei Tkuma („Wiedergeburt“) in die Knesset gewählt. Im Januar 2019 forderte er den bisherigen Parteivorsitzenden der Tkuma, Uri Ariel, heraus und gewann die Wahl mit 82 zu 40 Stimmen. Ministerpräsident Benjamin Netanjahu ernannte Smotrich im Juni 2019 zum Verkehrsminister Israels. Dieses Amt hatte er bis zum Antritt einer neuen Regierung im Juni 2020 inne.

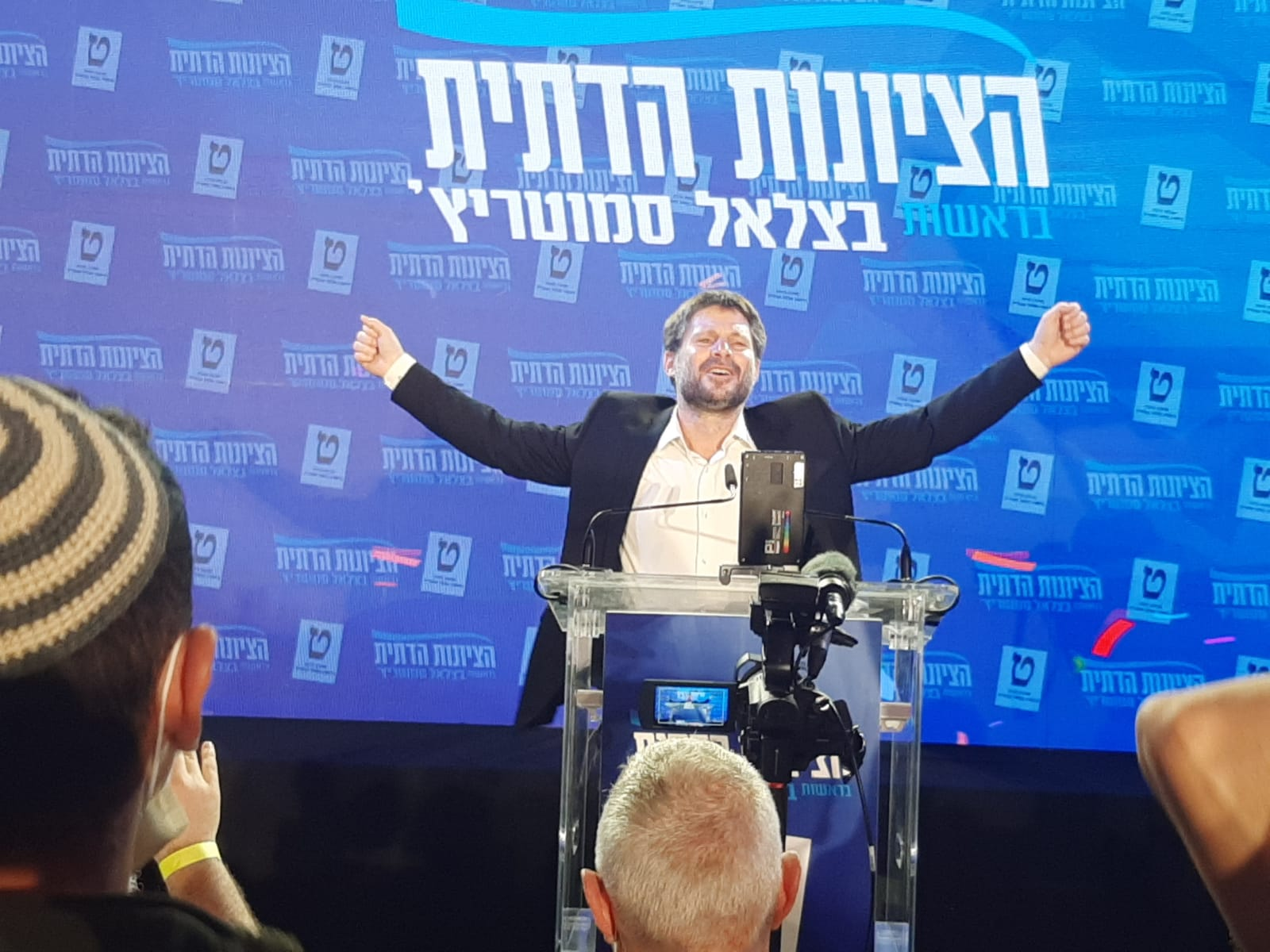
Bezalel Smotrich auf der Wahlfeier seiner religiös-zionistischen Partei, März 2021

Am 29. Dezember 2022 wurde Smotrich im Kabinett Netanjahu VI Finanzminister, außerdem Zuständiger für den Israelischen Siedlungsausbau im Westjordanland. Im April 2025 trat er im Hinblick auf die erwarteten Zollerhöhungen von Seiten der USA für eine Aufhebung jeglicher Zölle auf alle Produkte der USA ein.
Im Juni 2025 verhängten Großbritannien, Australien, Kanada, Neuseeland und Norwegen Sanktionen gegen Smotrich sowie seinen Ministerkollegen Itamar Ben Gvir. Die Sanktionen gegen die beiden Minister sahen ein Einreiseverbot sowie das Einfrieren von Vermögenswerten vor. Begründet wurde dieser Schritt damit, dass die beiden „zu extremistischer Gewalt und schwerwiegenden Verstößen gegen die palästinensischen Menschenrechte“ aufgerufen hätten. Im Juli 2025 verhängten auch Slowenien und die Niederlande Einreiseverbote.

## Politische Ansichten und Kontroversen
Bezalel Smotrich setzt sich für die Ausweitung der israelischen Siedlungen im Westjordanland und auf den Golanhöhen, für eine weitere Stärkung der jüdisch-religiösen Identität Israels sowie für konservativ-religiöse Werte und Positionen ein.
Im März 2023 erteilten die USA Smotrich ein Einreisevisum. Mehr als hundert jüdische Führungspersönlichkeiten in den USA (darunter Peter Alter, Lawrence Bender, Lester Crown, Dan Glickman, Steve Grossman, Mel Levine, Richard Ravitch und Barry Schwartz) unterzeichneten eine Erklärung, in der sie Smotrich als „rassistisch“ und „homophob“ bezeichneten und gegen seine Einreise in die USA protestierten, und eine Reihe jüdischer Organisationen (darunter die Union of Reform Judaism, die United Synagogue of Conservative Judaism und Americans for Peace Now) kündigte an, Smotrich während seines Besuches zu meiden.

### Israelisch-Palästinensischer Konflikt und antipalästinensischer Rassismus
Smotrich vertritt die Meinung, dass es kein palästinensisches Volk gebe und daher kein Grund bestehe, einen palästinensischen Staat zu errichten. So äußerte er bei einer Rede in Frankreich im Jahr 2023: „Ich würde Sie gerne fragen, welche Sprache die Palästinenser sprechen? Gab es irgendwann in der Geschichte eine palästinensische Münze? Gibt es eine palästinensische Geschichte oder eine palästinensische Kultur? Es gibt keine. So etwas wie ein palästinensisches Volk gibt es nicht.“ Rafael Seligmann kritisierte in der Jüdischen Allgemeinen diese Auffassung mit den Argumenten: „[…] ein Volk ist ein Volk, wenn es sich als solches empfindet. Die Araber Palästinas kämpfen seit einem Jahrhundert für ihre Unabhängigkeit gegen Juden und Israelis. Dieser Kampf hat bei ihnen ein Nationalbewusstsein entstehen lassen.“
Im Mai 2017 stellte Smotrich, als stellvertretender Vorsitzender der Knesset, im Namen der Ha-Ihud Hale'umi-Partei innerhalb der HaBajit-haJehudi-Partei („Jüdisches Heim“), einen Plan vor, den er „Unterwerfungsplan“ nannte. Sein Ziel sei es, „jegliche nationale Hoffnung der Palästinenser auszulöschen“. Nach dem Plan hätten die Palästinenser drei Wahlmöglichkeiten: das Land zu verlassen; mit dem Status von „Ausländern“ (גר תושב) in Israel zu leben oder Widerstand zu leisten, „und dann wird die israelische Armee schon wissen, was zu tun ist“. Zu dem Status als „Ausländer“ bemerkte Smotrich: „Nach dem jüdischen Gesetz muss immer eine gewisse Minderwertigkeit bestehen.“ Zu der Möglichkeit des Widerstandes und auf die Frage, ob er beabsichtige, ganze Familien samt Frauen und Kindern auszurotten, sagte Smotrich: „Krieg ist Krieg.“ Als Quelle seiner Bemerkungen führte Smotrich das Buch Josua an. Amira Hass interpretierte seinen Plan in der Tageszeitung „Haaretz“ dahingehend, dass er die Palästinenser vor die Wahl zwischen „Transfer“ (ethnischer Säuberung), Apartheid oder Völkermord stelle.
Im Januar 2018 sagte Smotrich in einem Interview mit dem Radiosender der israelischen Armee über die Palästinenser: „Das ist das Problem, wenn man es mit Mücken zu tun hat. Wenn man Mücken erschlägt, erwischt man vielleicht 99 von ihnen, aber die hundertste Mücke, die du nicht getötet hast, tötet dich. Die echte Lösung ist es, den Sumpf trockenzulegen.“
Im April 2018 erklärte Smotrich über den Nachrichtendienst Twitter, die 17-jährige Palästinenserin Ahed Tamimi, die wegen eines Angriffs auf zwei israelische Soldaten zu einer achtmonatigen Haftstrafe verurteilt worden war, habe „eine Kugel verdient – mindestens in die Kniescheibe“. Twitter sperrte ihn darauf für die Dauer von zwölf Stunden.
Smotrich sprach sich bei einer Wirtschaftskonferenz nach einem palästinensischen Attentat und darauffolgenden Ausschreitungen israelischer Siedler dafür aus, die palästinensische Kleinstadt Huwara im Westjordanland „auszuradieren“. In dem Dorf Huwara lebten rund 7400 Palästinenser. Der Sprecher des US-Außenministeriums, Ned Price, erklärte dazu: „Diese Bemerkungen waren unverantwortlich. Sie waren abscheulich, sie waren ekelhaft.“
Im Jahr 2016 löste Smotrich eine Kontroverse in Israel aus, als er sich für die Trennung von jüdischen und arabischen Müttern in Entbindungsstationen aussprach. Er schrieb auf Twitter: „Es ist nur natürlich, dass meine Frau nicht neben jemandem liegen will, der gerade ein Baby zur Welt gebracht hat, das ihr Baby in 20 Jahren ermorden könnte.“ Außerdem verkündete er: „Meine Frau ist wirklich nicht rassistisch, aber sie möchte sich, nachdem sie entbunden hat, ausruhen, und nicht Party feiern, wie das bei arabischen Müttern nach der Geburt üblich ist.“ Mehrere Knesset-Abgeordnete aus verschiedenen Parteien kritisierten Smotrichs Position. Auch Naftali Bennett, der damalige Vorsitzende der national-religiösen Partei „Jüdisches Heim“, widersprach seinem Parteikollegen, indem er aus der Hebräischen Bibel zitierte: „Geliebt wird der Mensch, denn er wurde nach dem Ebenbild Gottes geschaffen.“ Bennett fügte hinzu: „Jude oder Araber.“
Im April 2021 schrieb Smotrich auf Twitter, gerichtet an den Knesset-Abgeordneten Ahmad Tibi: „Ein echter Muslim muss wissen, dass das Land Israel dem Volk Israel gehört, und mit der Zeit werden Araber wie Sie, die das nicht erkennen, nicht hier bleiben … dafür werden wir sorgen.“
Im November 2022 hielt Smotrich einen Vortrag bei einer Konferenz in der Knesset unter dem Titel „Menschenrechtsorganisationen, die von der Hamas betrieben werden“. Die Veranstaltung wurde von der rechtsextremen Aktivistengruppe Ad Kan (hebräisch עד כאן) organisiert. In seiner Rede bezeichnete Smotrich Menschenrechtsorganisationen als eine „existenzbedrohende Gefahr“ für Israel; die Regierung müsse ihre Gelder beschlagnahmen und mit Sicherheits- und juristischen Maßnahmen gegen sie vorgehen. Genannt wurden unter anderem die Organisationen New Israel Fund, Schovrim Schtika und Schalom Achschaw.
Im Jahr 2024 drohte Smotrich, jegliche staatliche Unterstützung für das israelische Tanz-Ensemble Batsheva einzustellen, nachdem dieses die palästinensische Fahne (unter Dutzenden anderen Nationalfahnen) auf der Bühne gezeigt hatte.
Im August 2025 stellte er offiziell das Großsiedlungsprojekt E(ast) 1 bei Ostjerusalem vor und erklärte: „So begräbt man einen palästinensischen Staat.“ Das Gebiet stellte bisher die letzte Verbindung zum Westjordanland dar.

#### Aussagen während des Israel-Gaza-Krieges ab 2023
Am 14. November 2023, während des Krieges in Gaza, rief Smotrich, der Finanzminister und Oberherr der Regierung im von Israel besetzten Westjordanland ist und der an der Spitze einer der drei religiös-nationalistischen Parteien in der rechts-konservativen Koalition von Ministerpräsident Netanjahu steht, die Palästinenser im Gazastreifen zur „freiwilligen Emigration“ auf. Der Staat Israel werde die Existenz einer „unabhängigen Entität“ dort nicht länger akzeptieren. Die Haaretz-Korrespondentin für die besetzten palästinensischen Gebiete mit Sitz in Ramallah, Amira Hass, erklärte daraufhin, dass die massive Bombardierung ohne Unterschied zwischen Infrastruktur der Hamas und der zivilen Infrastruktur im Gazastreifen nicht allein eine aus Rache gespeiste Reaktion auf dem Terrorangriff der Hamas auf Israel am 7. Oktober 2023 sei, vielmehr folge sie Smotrichs „Unterwerfungsplan“. Die israelische Regierung setze das politische Programm der „extrem faschistischen, messianischen, religiösen, rechtsgerichteten Siedlerpartei“ unter der Führung von Smotrich fort. Genau das geschehe sowohl im Gazastreifen als auch im Westjordanland.
Das +972 Magazine berichtete im November 2023 über eine Untersuchung der Medien und des politischen Diskurses in Israel im November 2023, die nahelege, dass große Teile der Öffentlichkeit die Logik von Smotrichs „Unterwerfungsplan“ in Bezug auf die Angriffe der israelischen Armee auf Gaza vollständig verinnerlicht hätten. Im Diskurs werde Emigration als eine humanitäre Überlegung dargestellt, die es palästinensischen Zivilisten großzügig ermögliche, das Kriegsgebiet zu verlassen. Nach dem 7. Oktober seien, so das Portal, rund drei Viertel der Bevölkerung Gazas gewaltsam vertrieben worden, hauptsächlich aus dem Norden, und die israelische Armee bombardiere sie in allen Teilen des Gazastreifens. Arabische Staaten hatten mehrfach eine Vertreibung der Palästinenser aus dem Gazastreifen als „inakzeptabel“ bezeichnet.
Am 28. Januar 2024 nahm Smotrich (sowie vierzehn weitere Minister und elf Knesset-Abgeordnete der Regierungskoalition) an einer Konferenz mit tausenden Teilnehmern für die ethnische Säuberung und jüdisch-israelische Wiederbesiedlung des Gazastreifens teil. Als einer der Hauptreferenten sagte er, dass jüdische Kinder, die gezwungen worden waren, den Gazastreifen zu verlassen, als Israel 2005 die Siedlungen dort aufgab, als Siedler zurückkehren müssten: „Wir steigen auf, wir haben eine Nation von Löwen [und viele Kinder] kehren als Kämpfer dorthin zurück. Wir müssen dafür sorgen, dass sie als Siedler zurückkehren, um das israelische Volk zu schützen.“ Die prominente Rolle von Regierungsmitgliedern bei dieser rechtsextremen Konferenz verstößt mutmaßlich gegen das Urteil des Internationalen Gerichtshofs einige Tage zuvor, wonach Israel „alle in seiner Macht stehenden Maßnahmen“ ergreifen muss, um einen Völkermord an der palästinensischen Bevölkerung im Gazastreifen zu vermeiden, darunter „die Verhinderung und Bestrafung von Völkermord-Rhetorik“.
Ende Februar 2024 sagte Smotrich, die Rückführung der verbliebenen in der Gewalt der Hamas befindlichen 134 Geiseln sei nicht das Wichtigste. Er verurteilte die Stimmen, die ein Geiselabkommen „um jeden Preis“ forderten. Als „sehr wichtig“ bezeichnete er die Zerstörung der Hamas. Angehörige der von der Hamas in den Gazastreifen Verschleppten reagierten daraufhin mit der Blockade mehrerer Hauptstraßen in Tel Aviv. Der Minister im Kriegskabinett Benny Gantz schrieb auf X, die Geiselbefreiung sei die dringendste Aufgabe und nicht nur Kriegsziel Israels, sondern auch „unser moralischer Imperativ als Land und als Volk“. Der Oppositionsführer Jair Lapid bezeichnete Smotrichs Aussagen als „moralische Schande“. Er machte Smotrich zusammen mit Netanjahu für das Schicksal der Geiseln verantwortlich, denn unter ihrer Aufsicht seien „israelische Bürger entführt, gefoltert und vergewaltigt“ worden.
Ende April 2024 sagte Smotrich: »Keine halben Sachen. Rafah, Deir al-Balah, Nuseirat – vollständige Vernichtung. ›Du sollst das Gedächtnis der Amalekiter austilgen unter dem Himmel‹ – es gibt keinen Platz für sie unter dem Himmel.«
Ende Juni 2024 berichteten israelische und internationale Medien über einen durch Schalom Achschaw veröffentlichten Mitschnitt einer im gleichen Monat gehaltenen Rede Smotrichs. Darin erklärt er seine Absicht, die Westbank zu israelischem Staatsgebiet zu machen und einen palästinensischen Staat verhindern zu wollen. Es sei – entgegen einem Urteil des Obersten Gerichts Israels – mit dem Aufbau eines zivilen Verwaltungssystems begonnen worden, das schrittweise Siedlergebiete anerkennen könne. Laut Smotrich geschehe dies im Einverständnis mit Ministerpräsident Netanjahu.
Als Ende Juli 2024 neun israelische Soldaten von der Polizei verhaftet werden sollten – ihnen wurde schwerer sexueller Missbrauch an einem palästinensischen Häftling in ihrem Gewahrsam vorgeworfen –, rief Smotrich „zum Widerstand gegen die Entscheidung der Generalstaatsanwältin der Streitkräfte“ auf. Er sagte dazu: „Soldaten werden nicht wie Verbrecher verhaftet. Ich rufe die Generalanwältin des Militärs auf: Nimm Deine Hände von den Soldaten!“ Dabei war er unter den 200 Personen, welche die Verhaftung verhindern wollten.
Am 5. August 2024 erklärte Smotrich: „In der heutigen globalen Realität ist es unmöglich, einen Krieg zu führen – niemand auf der Welt würde uns zwei Millionen Bürger verhungern und verdursten lassen, auch wenn es gerecht und moralisch ist, bis sie unsere Geiseln zurückgeben.“ Nach erheblicher Kritik, z. B. der Bundesregierung, der EU, des Weißen Hauses und jüdischer Organisationen in den Vereinigten Staaten wie auch des Zentralrats der Juden in Deutschland, an diesen Aussagen erklärte Smotrich, er habe ein Aushungern als Kriegstaktik nie befürwortet, betonte jedoch: „Die Geiseln schmachten in Tunneln vor sich hin, und wir verwöhnen den Gazastreifen.“ Dies sei „unmoralisch und ungerecht“. Energieminister Eli Cohen stellte klar, Israel hungere niemanden aus und halte sich an die Gesetze.

### LGBT-Feindlichkeit
Im Januar 2023 sagte Smotrich: „Ich bin ein homophober Faschist, aber ich halte mein Wort“, und fügte hinzu: „Ich werde Schwule nicht steinigen, und ihr werdet mich nicht mit Garnelen füttern“ (die nicht koscher sind).
Smotrich tritt für „traditionelle Familienwerte“ ein, lehnt die gleichgeschlechtliche Ehe ab und äußerte sich mehrmals homophob. Im Jahr 2015 bezeichnete er LGBT-Personen als „abnormal“ und erklärte: „Zu Hause kann jeder abnormal sein, und Menschen können die Form des Zusammenlebens wählen, die sie wollen. Aber sie haben keine Forderungen an mich, den Staat, zu stellen.“ In derselben Debatte bekannte er sich dazu, „ein stolzer Homophober“ zu sein. Er bezeichnete sich zudem als „homophoben Faschisten“.
Smotrich vertritt die Ansicht, dass Homosexuelle am besten sexuell enthaltsam leben sollten. In einem Interview führte er diesbezüglich aus: „Genau so, wie man den Schabbat nicht entweihen darf, ist es auch nicht erlaubt, eine Beziehung mit einer Person des gleichen Geschlechts zu haben.“ Weiters bekannte er, selbst ebenfalls „sexuelle Fantasien“ zu haben, die er in der Realität nicht ausleben könne.
Im Juli 2015, nach dem Messerangriff des charedischen Extremisten Yishai Schlissel auf die Gay Pride Parade in Jerusalem, nannte Smotrich die Veranstaltung eine „abartige Parade“ und weigerte sich, sich für seine Äußerungen zu entschuldigen.
Im August 2015 warf Smotrich LGBT-Organisationen vor, die Medien zu kontrollieren, und behauptete, dass diese Organisationen Konservative wie ihn zum Schweigen bringen wollten.

### Religion und Gesellschaftspolitik
Smotrich gehört, gemeinsam mit einigen anderen religiösen Knesset-Abgeordneten, zu den Unterstützern eines Gesetzentwurfs, demzufolge jüdische religiöse Gesetze (Torah und Halacha) in der staatlichen Gesetzgebung Israels verstärkt berücksichtigt werden müssten.
Smotrich betrachtet das liberale, nicht-orthodoxe Reform-Judentum als „Fake-Religion“.
Im Jahr 2019 verlangte Smotrich für sich das Justizministerium und erklärte, dass sich das israelische Rechtssystem an den religiösen jüdischen Gesetzen orientieren und Israel wie „zur Zeit von König David“ regiert werden solle: „Wir wollen das Justizministerium, denn wir wollen das Rechtssystem der Torah wiederherstellen.“
In einer Rede bei einer religiösen Veranstaltung führte Smotrich weiters aus: „Wir alle [religiöse Juden] würden uns wünschen, dass der Staat Israel nach der Torah und dem jüdischen Recht regiert wird, aber hier leben auch Leute, die anders denken, und wir müssen mit ihnen auskommen.“ Smotrich betont auch, dass er seine Arbeit „für Gott“ mache.
Im August 2019 kritisierte Smotrich eine Gerichtsentscheidung, die die geplante Geschlechtertrennung bei einem Konzert für charedische Juden in Afula untersagte. Er bezeichnete das Verbot als „säkularen Zwang“ und rief die sechs religiösen Parteien dazu auf, sich für eine Gesetzesänderung einzusetzen, welche die Geschlechtertrennung im öffentlichen Raum erlauben würde. Religiöse Gemeinschaften müssten das Recht haben, nach ihrem Glauben zu leben.
Smotrich lehnt das Recht auf Abtreibung, den „radikalen Feminismus“ sowie die Integration von Frauen in Kampfeinheiten und den gemeinsamen Militärdienst von Frauen und Männern ab.
Smotrich setzt sich für ein Verbot von Fußballspielen während des Schabbat ein.